# Loren L. Ryder
Loren L. Ryder (9 de marzo de 1900-28 de mayo de 1985) fue un Ingeniero de audio estadounidense. Ganó cinco premios Óscar y fue nominado a doce más en las categorías Mejor Grabación de Sonido y Mejores Efectos.
Después de servir en la Primera Guerra Mundial, Ryder estudió física y matemáticas en la Universidad de California en Berkeley, y se graduó en 1924. Comenzó a trabajar en Pacific Telephone & Telegraph, donde desarrolló una técnica mejorada para transmitir imágenes a través de líneas telefónicas, utilizando válvulas de luz.
En 1928, Ryder se unió a Paramount Pictures, donde trabajó en el campo emergente de las películas sonoras. Desde 1936 hasta 1957 se desempeñó como ingeniero jefe y director de sonido del estudio. Algunos de sus logros incluyeron el desarrollo del formato de pantalla ancha VistaVision y la producción del primer largometraje con grabación de audio magnética. Ryder fue parte del equipo de producción que recibió un premio Óscar honorífico en la  11.ª ceremonia de los Premios Óscar por sus esfuerzos en la película de Paramount «Spawn of the North».
Durante la Segunda Guerra Mundial, el general George S. Patton recurrió a la experiencia en audio de Ryder para ayudar a disfrazar los sonidos de los tanques estadounidenses en la Batalla de las Ardenas.

## Filmografía seleccionada
Mejor Sonido
- Wells Fargo (1937)[4]
- If I Were King (1938)[5]
- The Great Victor Herbert (1939)[6]
- North West Mounted Police (1940)[7]
- Skylark (1941)[8]
- Road to Morocco (1942)[9]
- Melody Inn (1943)[10]
- Double Indemnity (1944)[11]
- The Unseen (1945)[12]
- The War of the Worlds (1953)[13]
- Rear Window (1954)[14]
- The Ten Commandments (1956)[15]

Mejores efectos
- Union Pacific (1939)[6]
- Typhoon (1940)[7]

## Premios y distinciones
Premios Óscar
| Año  | Categoría    | Película                 | Resultado |
| ---- | ------------ | ------------------------ | --------- |
| 1951 | Mejor sonido | El torbellino de la vida | Nominado  |
| 1954 | Mejor sonido | La guerra de los mundos  | Nominado  |
| 1955 | Mejor sonido | La ventana indiscreta    | Nominado  |
| 1957 | Mejor sonido | Los diez mandamientos    | Nominado  |